# Bregnano
Bregnano est une commune italienne de la province de Côme, dans la région Lombardie.

## Administration
| Période                                  | Période  | Identité                | Étiquette     | Qualité |
| ---------------------------------------- | -------- | ----------------------- | ------------- | ------- |
|                                          | En cours | Evelina Arabella Grassi | Ligue du Nord |         |
| Les données manquantes sont à compléter. |          |                         |               |         |

### Communes limitrophes
Cadorago, Cermenate, Lazzate, Lomazzo, Rovellasca